# Isaac Van Amburgh

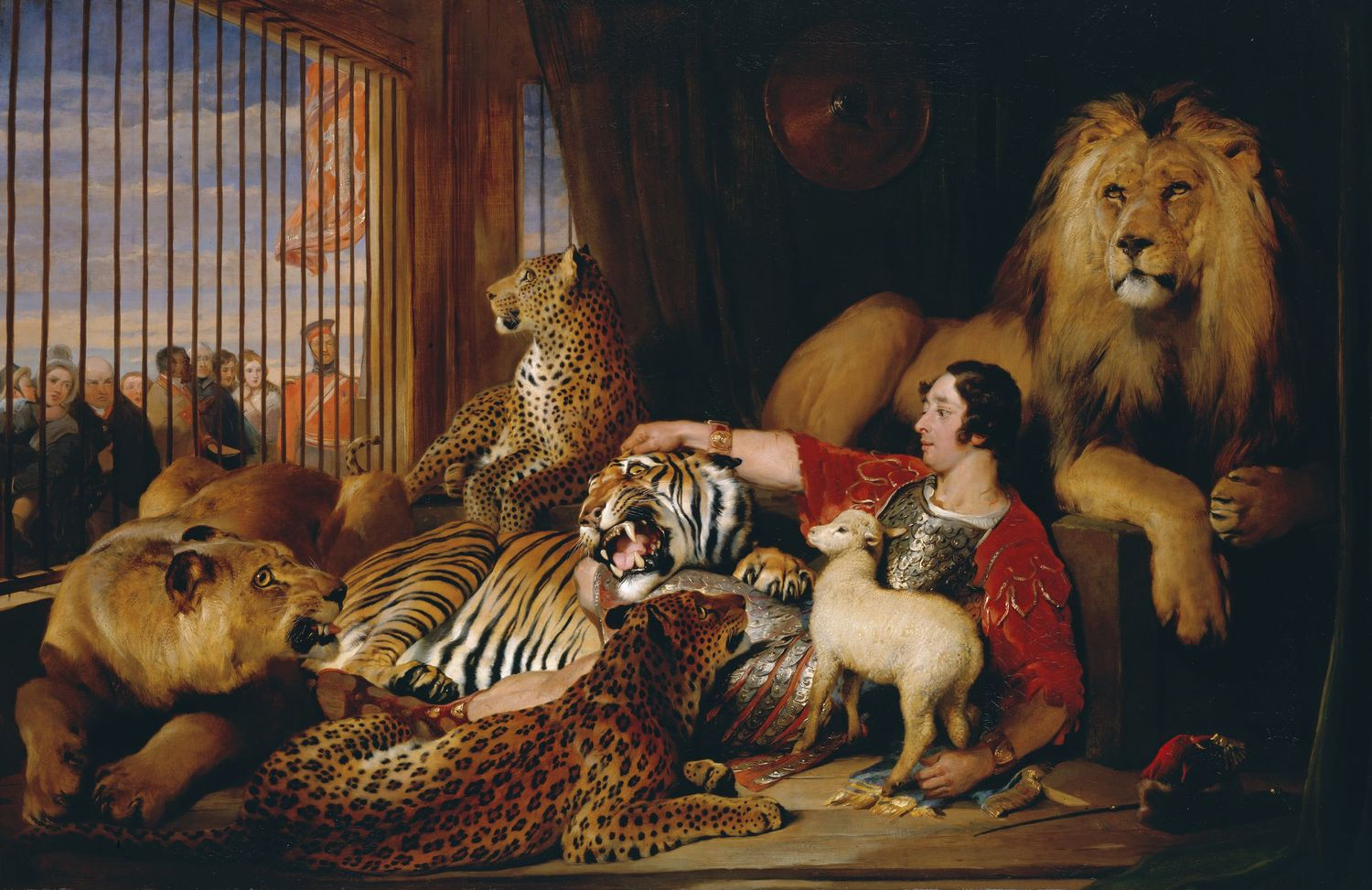
Isaac Van Amburgh y sus animales (1839), de Edwin Landseer, Royal Collection, Castillo de Windsor

Isaac Van Amburgh (Fishkill, Nueva York, 28 de mayo de 1808-Filadelfia, 29 de noviembre de 1865) fue un domador estadounidense. 

## Biografía
Desde muy joven mostró su habilidad con los animales: a los dieciséis años capturó y domesticó a un oso. A los diecinueve trabajaba de mozo en el Zoológico de Nueva York, limpiando jaulas. Debutó como domador a los veintiún años, en un número con varios leones, un tigre, una pantera  y un leopardo. Solía actuar vestido con túnicas y togas, como un gladiador romano. Con el tiempo compiló una colección de animales salvajes (una ménagerie) y compaginó su exhibición con los números de circo.
Van Amburgh logró números asombrosos con sus animales, que dejaban al público admirado. Además de hacer todo lo que les ordenaba, o de atreverse a meter el brazo en la boca de un león o la cabeza en la de un tigre, hacía pantomimas de batallas con sus animales. También efectuó algún número en teatros, como en la obra El señor león o el rey de la selva (1833), en la que aparecía luchando con un tigre de Bengala. Actuó también en Inglaterra, en el Anfiteatro Astley, donde contó con la admiración de la reina Victoria, que asistió seis veces a su espectáculo.
Murió a los cincuenta y cuatro años de un ataque al corazón. Su zoológico fue comprado por el famoso P. T. Barnum.